# 黃基平
黃基平（1909年4月8日—1988年10月30日），又譯作黃機平，號東海（Đông Hải），越南牙醫，1967年越南共和國總統選舉候選人之一。

## 生平
黃基平1909年4月8日出生於河東省慈廉縣東鄂社（今河內市北慈廉郡），父親黃勳忠曾任職總督。黃基平的名字來源於嘉平縣。
黃基平畢業於法國巴黎的法國口腔學校（École française de stomatologie de Paris），成爲了一名牙科醫生，在河內信貸大樓（immeuble du Crédit Foncier）開設了自己的牙醫診所。
1964年，擔任人士委員會成員。
1967年黃基平參與越南共和國總統選舉，但是最終落選。
1975年越南共和國滅亡後黃基平沒有離開越南，被當局逮捕接受了約一年的改造，後來在弟弟黃基廣（越南人民軍上校）和親戚黃明鑑的幫助下，得以回到東鄂村接受管制。逝世於1988年10月30日。

## 家庭
黃基平的父親黃勳忠（Hoàng Huân Trung）1879年出生於東鄂社，曾任總督。
黃基平的弟弟黃基明是原越南共和國海軍副提督（海軍准將）。

## 外部鏈接
- NOTABILITÉS D'INDOCHINE (1943), RESSOURCES DOCTEUR HOÀNG CƠ BÌNH （页面存档备份，存于）